# Шампар
Шампар (фр. champart, от champ — поле и part — часть), или терраж (фр. terrage, от terre — земля) — в средневековой Франции сеньориальный натуральный оброк в виде определённой части урожая (от 1/20 до 1/4) со злаков, винограда, льна и др.; им облагались земли, находившиеся в держании феодально-зависимых крестьян.
Во время Великой французской революции декретами 4—11 августа 1789, 15 марта и 3 мая 1790 предусматривался выкуп Шампара.
В период якобинской диктатуры декретом от 17 июля 1793 Шампар был уничтожен безвозмездно.